# Barlin Communal Cemetery Extension
Le cimetière Barlin Communal Cemetery Extension est un cimetière de la Première Guerre mondiale situé à Barlin, dans le département du Pas-de-Calais. Le cimetière est entretenu par la Commonwealth War Graves Commission. 

## Histoire
L'extension a été commencée par les troupes françaises en octobre 1914, jusqu'à ce qu'elles soient remplacées par les troupes de l'Empire Britannique en mars 1916. Il fut alors utilisé par le 6e Casualty Clearing Station. En novembre 1917, Barlin fut bombardé et l'hôpital militaire fut déplacé à Ruitz. L'extension fut utilisée à nouveau en mars et avril 1918 au cours de l'avancée allemande sur le front. Des civils y sont aussi enterrés à la suite d'une catastrophe minière en 1917.

## Sépultures
| Pays           | Sépultures |
| -------------- | ---------- |
| Royaume-Uni    | 410        |
| Canada         | 679        |
| Afrique du Sud | 5          |
| Allemagne      | 13         |
| France         | 63         |
| Total          | 1 170      |

## Pour approfondir